# 강제집행
강제집행(強制執行, 독일어: zwangsvollstreckungsrecht, 프랑스어: saisie immobilière, 영어: foreclosure)은 사법상이나 또는 행정법상의 의무를 이행하지 않는 자에 대해서 국가의 강제권력으로 그 의무의 이행을 실현하는 작용이나 절차를 가리킨다.
사법에서는 채무불이행자에 대해서 채권자의 자력구제는 허용되지 않고, 법원에 소를 제기하여 확정판결을 받거나 집행증서에 의해 집행기관에 신청하여야 한다. 강제집행의 대상은 채무자의 개개인의 재산이고, 제3자의 재산을 압류하는 것은 위법이다. 행정법에서는 의무의 불이행에 대하여 행정주체가 실력에 의하여 그 의무를 이행시키거나 또는 이행한 것과 동일한 상태를 실현시키는 작용을 말한다.

## 강제집행 절차
100만원의 돈을 대여(貸與)하고, 변제기가 도래한 경우에는 채권자는 채무자에게 대여금반환청구권을 갖는 것이나, 이 경우 채무자가 임의로 지급을 하지 않는다 해도 채권자에게 자력구제(自力救濟)는 허용되지 않는다. 그래서 채권자의 신청에 의하여 국가의 권력에 기해서 채무자의 의사에 반하더라도 강제적으로 그 청구권의 내용을 실현하기 위한 법적 절차가 필요하게 되는바, 이 절차가 강제집행이다. 옛날(古代)에는 채무의 이행이 없으면 채무자를 노예로 매각하거나 이를 구금하여 노역을 시킴으로써 채무의 변제에 충당케 하도록 사력(私力)을 행사하던 시대도 있었으나, 개인의 인격을 존중하는 근대법에 있어서는 사법상(私法上)의 채무 때문에 일신적(身體) 자유를 구속당하는 폐풍은 없어지게 되었고, 현행법상 강제집행은 채무자의 재산을 대상으로 하는 물적 집행(物的執行)에 한하여 인정되고 있다. 또한 근세의 강제집행은 개개의 청구권의 만족을 위하여 채무자의 개개의 재산에 대하여 실시하는 개별집행(個別執行)이라는 점에서, 채무자의 총채권자의 채권을 위하여 채무자의 전재산에 대하여 일반적으로 집행하는 파산절차(破産節次)와 구별된다.

### 집행기관(執行機關)
강제집행의 목적을 달성하기 위해 채무자 기타의 관계인에 대하여 구속을 가하여 그 수인(受認)·복종을 요구할 수 있는 국가의 권능을 집행권능이라 하는 바, 이 집행권능의 행사를 관장하는 국가기관을 집행기관이라고 한다. 다시 말하면 강제집행 절차에 속하는 집행행위를 하는 공무소(公務所)나 공무원을 말한다. 민사집행법상의 집행기관은 집행의 종류와 집행처분의 내용에 따라 집달관이 집행기관이 되는 경우와 집행법원이 집행기관이 되는 경우가 원칙적이고, 예외적으로 수소법원(受訴法院)이 집행기관으로 되는 경우가 있다. 집달관은 실력행사를 수반하는 사실적 행동을 요하고 또 비교적 간이한 유체동산(有體動産)에 대한 집행을 관장하며, 집행법원은 관념적인 재판으로 족한 체권에 대한 집행이나 신중한 절차를 요하는 부동산에 대한 집행을 관장하며, 수소법원은 집행할 청구권과 집행방법과의 사이에 상당한 재량판단을 요하는 작위·부작위에 관한 청구에 대한 집행을 관장한다. 사실적 행동을 요하는 집행처분은 집달관의 직무에 속하는 바 집달관은 집행을 위하여 필요한 경우에는 채무자의 주거·창고와 기타 기구를 수색하여 폐쇄한 호비(戶扉)와 기구를 열 수 있고, 만일 이 경우에 저항을 받을 때에는 경찰 등의 공조기관(共助機關)의 원조를 청구할 수도 있다. 집달관의 위법한 집행처분이 있는 때에는 집행법원에 집행방법에 관한 이의를 신청하여 구제를 받을 수 있다(민사집행법 제16조).

#### 집행법원(執行法院)
강제집행의 실시, 집달관의 집행에 대한 협력·감독 등을 직분으로 하는 법원, 강제집행법에 규정한 법원의 집행행위의 처분이나 그 행위의 협력은 집행법원인 지방법원의 관할에 속하는데 지방법원은 원칙적으로 단독판사로 구성되므로 집행법원은 단독판사로 구성되는 지방법원이 된다(민사집행법 제3조, 법원조직법 29조 이하). 채권 기타 재산권에 대한 강제집행과 부동산·선박에 대한 강제집행은 집행법원의 소관이다. 아울러 야간과 일요일 기타 휴일에 집행하려면 집행법원이 허가해야 하는 등의 보조행위와 집행방법에 관한 이의에 대한 재판과 같은 시정행위도 그 관할로 하고 있다. 집행법원의 집행에 관한 재판은 모두 결정의 형식으로 하며 그 재판에 대하여는 즉시항고할 수 있다.(민사집행법 제15조)

#### 수소법원(受訴法院)
집행할 청구권의 존부를 확정하였거나 또는 장래 확정할 법원. 그러므로 판결절차 계속 전이면 소에 대한 관할권을 가진 법원, 현재 판결절차가 계속중이면 그 계속중의 법원, 판결절차가 계속되었으면 그 계속했던 법원이 수소법원이다. 수소법원은 예외적으로 집행기관이나 집행 보조기관이 되는 데 불과하다. 이 경우는 모두 제1심의 수소법원의 전속관할로 되어 있다(구 민사소송법 제524조). 수소법원은 대체집행(민 389조 2항·3항, 692조)·간접강제(구 민사소송법 제693조)에 관한 재판, 외국에서 강제집행을 할 필요가 있을 때의 촉탁(516조)을 그 직분으로 한다. 수소법원의 집행행위는 결정의 형식으로 재판하고, 이 재판에 대하여는 구 민사소송법 517조에 의하여 즉시항고할 수 있다.

### 집행권원(구, 채무명의(債務名義))
집행권원(구 민사소송법상의 채무명의 또는 집행명의)라 함은 국가의 강제력에 의하여 실현될 청구권의 존재와 범위가 표시되고 또한 집행력이 부여된 공정증서를 말한다. 사법상(私法上)의 청구권은 그것이 집행권원으로서 형성됨에 의하여 비로소 강제집행의 기초가 된다. 집행권원의 존재의의는 집행절차를 판결절차로부터 분리하여 독립기관에 담당시킴으로써, 집행기관으로서는 실체상의 청구권의 존부의 조사를 할 필요 없이 집행에만 전념케 하여 신속한 집행의 진행을 가능케 함에 있다. 대표적인 집행권원은 확정된 이행판결일 것이나 가집행선고 있는 종국판결(구 민사소송법 제469조), 외국법원의 판결에 대한 집행판결(구 민사소송법 제476조) 및 재판에 준하는 효력을 가진 조서도 집행권원으로 되고, 그 밖에 법원의 관여 없이 공증인이 당사자의 진술에 기인하여 작성한 공정증서도 집행권원이 되는 경우가 있다.

### 집행증서(執行證書)
공증인이 그 권한 내에서 성규(成規)의 방식에 의하여 일정한 금액의 지급이나 타의 대체적(代替的) 또는 유가증권의 일정한 수량의 급여를 목적으로 하는 청구에 관하여 작성하고 즉시 강제집행을 할 것을 기재한 증서로서 채무명의의 효력을 가진 증서. 집행증서는 소송을 경유하지 않고 즉시 집행에 착수할 수 있는 점에서 이른바 간이집행(簡易執行)으로서 예외적 현상임에도 불구하고 실제로서는 소비대차(消費貸借) 등에 널리 이용되고 있으며 집행증서에 의한 집행사건은 다수에 달하고 있다. 중요한 요건으로서 공증인이 집행증서에 즉시 강제집행을 할 수 있는 기재를 하려면 채무자가 그 점에 대해 승낙하였을 것을 요한다.

### 집행문(執行文)
채무명의에 집행력이 있는 것과 집행당사자를 공증하기 위하여 공증공무원이 채무명의 정본의 말미(末尾)에 부기하는 공증문언(公證文言). 집행문이 부기된 채무명의 정본을 '집행력 있는 정본'이라 한다. 국가의 강제력에 의해 실현될 청구권의 존재를 공증하는 채무명의 외에 다시 집행요건으로서 집행문을 요구하는 이유는 집행을 수소법원 이외의 기관이 실시토록 한 관계상 소송기록 등의 조사자료를 가지지 아니한 집행기관에게 채무명의의 집행력의 존부, 예컨대 판결이 확정되었는가 집행조건이 성취되었는가의 여부를 인정하도록 하는 것은 집행의 신속을 기하는 취지에서 적당하지 않으며 집달리가 집행기관인 때에는 그 지위와 소질(素質)로 보아서도 부적당하기 때문이다. 모든 강제집행은 집행력 있는 정본에 기인하여 실시됨을 원칙으로 하나 가집행선고 있는 지급명령(민소 521조)과 가압류·가처분명령(708조, 715조)·재산형 등의 재판의 집행을 위한 검사의 집행명령(형소 477조) 등과 같이 간이와 신속을 요한 경우에는 집행문을 붙이지 아니한 채무명의로써 강제집행을 실시한다. 집행문은 채권자의 신청에 의하여 채무명의가 법원의 관여로 작성된 경우에는 소송기록이나 조서를 보존하고 있는 법원의 사무관, 집행증서의 경우에는 그 증서를 보존하는 공증인이 각기 집행문 부여기관이 된다.

### 집행신청(執行申請)
집행기관에 대하여 강제집행의 실시를 구하는 행위. 강제집행의 개시는 반드시 채권자의 신청이 있어야 한다. 채권자의 신청이 없음에도 불구하고 강제집행을 개시하는 것은 현행 민사소송법이 인정하지 아니한다. 집행신청은 소장(訴狀)과 같은 특수한 형식에 관한 규정이 없고 서면(書面)이나 구술(口述)로 할 수 있다. 집달관에 대한 집행신청을 위임(委任)이라고 한다. 집행개시의 요건은 집행신청시에 반드시 구비해야 할 필요가 없고 현실의 집행개시까지 구비하면 족하다.

### 집행비용
강제집행을 위한 국가기관·당사자 기타의 관계인의 출비(出費). 즉 집달관 수수료·체당금(替當金)·감정비용·압류물보존비용·판결송달비용·집행문부여비용과 판결확정증명서의 부여비용 및 집행신청을 하기 위해 출석함에 필요한 비용 등. 집행비용은 정상적인 집행에 필요한 이상 채권자가 부담하여야 하며 그 집행에 의하여 변상(辨償)을 받는다.

### 경매법
100만원의 돈을 대여하고 채무자 소유의 토지에 저당권을 설정한 경우, 저당권의 실행은 위 토지를 경매하여서 하지만 저당권(抵當權)·질권(質權)·유치권(留置權) 등 담보권 실행으로서의 경매절차는 성질상 일종의 강제집행절차이나 민사소송법과는 별개의 경매법에 의하여 규정된다. 경매법이 규정하는 경매에 관하여 경매법에 특별한 규정이 없는 경우에는 그 성질이 허락하는 한 민사소송법 등 강제집행에 관한 규정이 준용된다.

## 동산에 대한 강제집행

### 압류
채무자가 임의로 금전을 지급하지 않는 경우의 강제집행은 채무자의 재산을 처분하여 금전으로 환가하고 이로써 채권자에게 만족을 주게 되는 제도이다. 즉 금전채권에 관한 강제집행에 있어서의 압류는 채권자의 금전적 청구권의 내용을 실현하고 그 만족을 얻기 위하여 어느 재산을 확보하는 국가집행기관의 강제적 행위이다. 이와 같이 압류는 채권자의 금전적 청구권의 만족실현을 목적으로 하므로 그 목적을 달성하기 위하여 압류대상이 되는 것을 국가기관의 수중에 넣어 자유처분할 수 있는 상태를 조성함으로써 장래 채권자에게 만족을 주기 위하여 실시될 각종의 강제집행행위(환가·배당)의 준비와 기초를 마련하여야 하는 바, 이 재산의 확보는 압류대상의 점유나 그 처분권의 박탈에 의하여 실시된다. 동산(動産)에 대한 강제집행은 압류에 의하여 개시된다. 그중의 유체동산(有體動産)에 대한 압류는 채무자와 채권자 또는 제3자가 점유하는 유체동산을 집달관이 점유함으로써 이루어진다(527조, 528조). 채무자의 점유 하에 있는 유체동산의 압류에 있어서는 채무자의 소지(所持)에 속하느냐의 여부는 집행에 임하여 집달관이 인정할 것이며 만일 잘못하여 타인의 소지를 침해한 때에는 그 제3자는 집행방법의 이의로써 다툴 수 있다. 또 집달관은 채권자가 그의 소지하에 있는 물건을 제출하여 압류를 청구한 때 및 제3자가 채무자에 대한 집행의 목적물로서 압류할 것을 승낙하여 제출하는 때는 이를 압류할 수 있다. 유체동산이 압류되면 그 처분권은 국가집행기관인 집달관에게 옮겨지고, 채무자는 압류대상에 대한 처분권을 상실한다. 따라서 압류된 유체동산에 대한 채무자의 처분행위는 압류채권자 등의 청구권의 만족을 해치는 한 그 효력이 발생하지 아니한다. 압류물을 집달관이 스스로 보관하는 것이 원칙이나 채권자의 승낙이 있거나 압류물을 운반하는 데 중대한 곤란이 있는 경우에는 채무자에게 보관시킬 수 있는 바, 이 경우에는 봉인(封印) 기타의 방법으로 압류를 명확히 하여야 한다(527조 1항). 봉인 또는 압류표시를 손상하거나 은닉하는 따위의 행위는 형벌을 받는다(형 140조, 142조).

### 압류금지재산
금전집행을 함에 있어서는 원칙적으로 압류 당시의 채무자에 속하는 재산이 압류의 대상이 되는 것이지만 법률상 채무자의 최저생활을 위한 생업의 유지, 공익적 업무에 종사하는 자의 복무의 보장, 교육 및 정신적 창작의 보호를 위한 문화정책상의 필요 등에 의하여 일정한 재산의 압류를 금지한다. 압류금지재산의 규정은 민사소송법 외에도 사회보장적 견지에서 많은 법률 가운데 산재한다.
유체동산 중 그 압류가 금지되는 것으로서 민사소송법에 규정된 물건들을 보면
① 채무자와 그 동거친족을 위하여 꼭 필요한 의복·침구·가구,
② 채무자와 그 동거친족에 필요한 2월간의 식료와 연료·조명,
③ 기술자·전문직종사자·근로자의 직업상 필요한 물건 등이다(532조).
법원은 일정한 조건하에 채무자의 신청에 의하여 민사소송법 532조에 규정한 외에 필요한 한도에서 압류하지 못하는 재산을 지정할 수 있다(533조).

### 압류의 경합
유체동산(有體動産)을 압류 또는 가압류(假押留)한 후 경매기일 전에 다른 강제집행의 신청이 있는 때에는 집달관은 집행신청서를 먼저 압류한 집달관에게 교부하여야 한다. 이 경우 더 압류할 물건이 있으면 이를 압류하고 추가압류조서를 교부하여야 한다.

### 압류물의 환가
금전채권의 집행에 있어서 금전(현금)을 압류한 때에는 그 집달관은 그 금전을 곧 채권자에게 인도하면 되므로 환가절차를 요하지 않으나 현금 이외의 물건을 압류한 경우에는 이를 금전화해야만 한다. 환가방법은 압류대상물인 재산의 종류에 따라 차이가 있다. 유체동산 및 부동산 환가는 원칙으로 공경매(公競賣) 방법에 의하고, 채권 기타 재산권의 환가는 그 처분권을 압류채권자에게 수권하여 이것을 행사시키는 방법에 의함이 원칙이다. 채권 기타 재산권의 압류채권자에게 수권하는 것을 '양도(讓渡)'라 한다. 기타 특별한 환가방법이 인정되는 경우가 있다.

### 압류물의 경매
경매는 압류에 의하여 채무자로부터 국가 취득권의 행사로서 집달관이 행하는 매각을 말한다. 경매는 채무자의 의사에 의하지 않고 강제적으로 그 소유권의 이전을 가져오게 하는 점에 있어서 국가집행권력에 기인한 집행처분이지만 경매에 의하여 경락인(競落人)이 채무자의 물건을 매수하는 관계는 사법상(私法上)의 매매이다. 독일에 있어서는 압류물의 경매는 국가가 목적물을 징수하여 이것을 경락인에게 취득시키는 공용징수와 같은 공법상의 처분행위로 되어 있으며 민법상의 매매가 아니라는 유력한 견해가 있다. 경락인에게 경매목적물의 소유권이 이전되는 것은 대금과 상환하여 목적물을 인도한 때이다. 경매가 집행법상 결점이 없는 경우라도 목적물이 제3자의 소유물이면 경락인은 소유권을 취득할 수 없을 것이나 이러한 경우에는 대부분 민법 249조와 상법 65조에 의한 선의취득의 보호를 받을 것이다. 유체동산의 경매는 집달관이 행한다. 집달관이 경매를 하려면 일시·장소, 경매할 물건을 표시하여 이를 공고하여야 하고, 경매할 물건 중 고가(高價)인 물건이 있는 때에는 감정인에게 그 평가를 의뢰하여야 한다. 경매기일에 집달관은 매각조건을 고지하고 경매 신청을 최고(催告)하고 경락은 최고가 경매신청인에 대하여 허용할 것이며 집달관이 그 가격을 3회 호창한 후 그 이상의 신청이 없음을 확인한 후 결정한다.

### 유가증권의 환가
집달관이 유가증권을 압류한 때에는 시세(時勢)가 형성된 것을 매각일의 시세로 적의(適宜) 매각하고 그 시세가 없는 것은 일반규정에 의하여 경매해야 한다. 유가증권의 환가에 있어서는 기명주식·사채(社債)와 같이 양도에 있어 주주명부·사채원부에 명의개서(名義改書)의 기재를 요하는 경우나 채무자가 무기명식 기타 유통의 방법을 채택할 수 있는 경우에는 집행법원은 집달관·관계인의 신청에 의하여 그를 위해 필요한 진술을 채무자에 갈음하여 회사 등에 할 수 있는 권한을 집달관에게 부여할 수 있다(544조, 545조, 546조).

## 채권과 다른 재산권에 대한 강제집행

### 압류명령
채무자가 갖는 은행예금청구권·물적청구권(物的請求權)·배당요구권환매권(還買權)과 같은 형성권과 무체재산권(無體財産權) 등의 압류는 원칙적으로 채권자의 신청에 의하여 집행법원의 결정의 형식인 압류명령에 의한다. 그러나 어음·수표·화물상환증·창고증권·선하증권(船荷證券)과 같이 배서(背書)로 이전할 수 있는 증권채권의 압류는 유체동산의 압류에 준하여 집행위임에 의한 집달관이 그 채무자가 소지하거나 또는 제3자가 임의제출한 증권을 점유하여서 행한다. 채권자의 압류명령 신청은 압류할 채권의 종류와 수액(數額)을 명시하여 서면이나 구술로 집행법원에 청구한다(559조). 입류명령은 직권으로 제3채무자와 채무자에게 송달하고 채권자에게 그 송달한 내용을 통지하여야 한다(561조 2항). 제3채무자에 대한 송달로서 압류의 효력이 발생한다(561조 3항). 채권 기타 재산권에 대한 집행은 이에 준하여 개시되고 이 명령에 반하는 처분, 즉 채무자의 채권양도·면제·상계(相計), 제3채무자의 변제 등은 압류채권자에게 대항할 수 없다. 압류명령은 채권자의 신청에 의하여 내리고 이 신청을 받은 집행법원은 제3채무자를 심문(審問)하지 않고 결정한다(560조). 왜냐하면 압류를 예지(豫知)시키면 미리 처분할 염려가 있기 때문이다.

### 압류금지채권
채무자와 일정한 채권을 강제집행의 목적물로서 압류하는 것을 금하는 경우. 압류금지 인정의 근거는 채무자의 최저한도의 생활이나 생업의 유지를 보장하려는 사회정책적 목적과 국가적·공익적 사무에 종사는 자를 보호하려는 목적에서 유래한 것이다. 민사소송법 579조는 압류가 금지되는 채권을 규정하고 있으나 그 밖에 다른 법률에서 개별적으로 압류의 금지를 규정하는 경우도 적지 않다. 민사소송법상 압류가 금지되는 채권은 법령상 부양료(扶養料)와 유족부조료(遺族扶助料), 채무자가 구호사업 또는 제3자의 자혜(慈惠)에 의하여 받는 계속수입(繼續收入), 병(兵)의 급료, 급료·연금·봉급·상여금·퇴직금·퇴직연금 기타 유사한 성질을 가지는 급여채권의 2부의 1의 상당액이다. 이 외에도 다른 법률에서 압류금지를 규정하고 있는 채권도 압류할 수 없다.

### 추심명령
채무자가 제3채무자에게 가지고 있는 채권을 대위(代位)의 절차(한국 민법 제404, 405조) 없이 채무자에게 대신하여 직접 추심할 권리를 집행채권자에게 부여하는 집행법원의 결정을 추심(推尋)명령이라 한다. 구법에서는 취립명령(取立命令)이라 하였다. 추심명령이 있으면 압류채권자는 일반 대위 절차없이 피압류채권(被押留債權)의 지급을 받는다(구 민사소송법 제563조 2항). 금전채권에 대한 강제집행에 있어서의 원칙적 환가방법의 일종으로 전부명령(轉付命令)에 대립하는 개념이다. 그 신청은 압류명령의 신청과 동시 또는 그 후에 집행법원에 청구한다. 추심명령의 효력은 제3채무자에게 송달하였을 때에 생긴다. 추심명령의 효력은 이렇다: ① 압류채권자가 채무자에 갈음하여 추심권을 취득한다. 다만 추심행위를 벗어난 면제·화해·기한유예 따위는 할 수 없다. ② 채무자는 여전히 피압류채권의 주체로서 위험부담(危險負擔)의 책임을 부담하므로 제3채무자의 무자력으로 인한 손실은 채무자가 부담한다. ③ 제3채무자는 여전히 채무자의 채무자이며 압류채권자에 대해 지급의무를 지고 채무자에 대한 모든 항변(抗辯)을 주장할 수 있다.

#### 채권자의 추심권의 행사
추심명령을 받은 채권자는 압류된 채권의 추심에 필요한 채무자의 일체의 권리를 채무자를 대리하거나 대위하지 아니하고 자기의 이름으로 재판상 또는 재판 외에서 행사할 수 있다. 채권자는 이행을 최고(催告)하거나 변제를 수령하고, 선택권을 행사하며, 정기예금에 대한 추심명령으로 그 만기 전에 해약하는 경우와 같이 해제권, 해지권, 취소권 등을 행사함은 물론, 보증인에 대한 청구를 할 수도 있고, 추심할 채권에 질권, 저당권 등 담보권이 있는 경우에는(민사집행법 제228조) 직접 담보권을 실행할 권능을 취득하게 되므로, 자기 이름으로 담보권실행을 위한 경매를 신청할 수 있다. 그러나 추심의 목적을 넘는 행위, 예컨대 면제·포기·기한의 유예·채권양도 등은 할 수 없고, 그러한 내용의 화해도 할 수 없다. :353~354

### 저작권·특허권의 압류
저작권·특허권의 압류는 채무자(저작권·특허권자)에게 그 처분을 금지하는 집행법원의 명령으로써 행하고 그 명령을 송달한 때에 효력이 생긴다. 다만 위 권리가 등기 또는 등록된 권리이면 채권자는 압류명령에 의하여 공부(公簿)에 압류의 기입을 신청할 수 있다.

### 특별환가방법
압류된 채권이 조건부 또는 기한부이거나 반대이행(反對履行)과 관련되어 있거나 기타 이유로 추산하기 곤란한 때에는 법원은 채권자의 신청에 의하여 그 채권을 법원이 정한 가액(價額)으로 지급에 갈음하여 압류채권자에게 양도하는 양도명령(讓渡命令)을 명하거나, 추심에 갈음하여 법원이 정한 방법으로 그 채권의 매각을 집달관에게 명하는 매각명령(賣却命令) 또는 관리인을 선임하여 그 채권의 관리를 명하는 관리명령(管理命令)을 하거나 기타 상당한 방법으로 환가를 명할 수 있다(574조). 다만 특별환가의 명령은 그 신청을 허가하는 결정을 하기 전에 채무자를 심문하여야 하며, 그 결정에 대하여는 즉시항고를 할 수 있다.

## 부동산에 대한 강제집행

### 강제경매
채무자소유의 가옥 또는 토지를 압류하여 금전채권의 만족을 얻는 강제집행(부동산 집행)의 방법에는 강제경매와 강제관리의 두 가지 방법이 있다. 채권자는 양자 중 그 선택에 의하여 1개의 방법이나 또는 2개의 방법(병합적으로)을 병용(倂用)할 수가 있다(대한민국 민사집행법 제78조 제3항). 강제경매는 채무자소유의 부동산을 압류하여 이를 매각하고 그 대금으로서 채권자의 금전채권의 변제에 충당함을 목적으로 하는 강제집행절차를 말한다. 채권자는 강제경매에 의하여 일시에 많은 금전을 취득할 수 있지만 목적물을 매각함에 있어 법률상·사실상의 장애가 있는 경우도 있고, 채무자가 소액의 채무로 인해 고액의 부동산의 소유권을 잃는 가혹한 결과가 일어나기도 한다. 부동산경매에 있어서는 집행당사자 이외에 매각에 의하여 영향을 받을 부동산에 있어서의 권리자가 많으므로, 이러한 자들에게 이해관계인으로서 절차에 관여할 자격을 주어 그 이익을 옹호할 기회를 주는 것이 타당하다. 대한민국 민사집행법 제90조에서 부동산 경매절차의 이해관계인을 규정하고 있다.

#### 경매개시결정
집행법원이 채권자의 부동산 경매의 신청에 기하여 강제경매절차의 개시를 명하는 재판. 경매개시결정'은 동시에 채권자를 위하여 부동산의 압류를 선고하여야 하고 이 결정은 채무자에 송달함으로써 효력이 생긴다(603조). 경매개시 결정에 대해서는 집행방법에 관한 이의를 신청해야 한다는 것이 판례이지만 학설은 즉시 항고를 제기할 수 있다고 한다. 법원은 경매개시 결정과 동시에 직권적으로 경매신청이 있는 것을 등기부에 기입할 것을 등기공무원에게 촉탁하여야 한다. 이를 기입한 뒤에는 압류의 효력을 제3자에게도 대항할 수 있다.

#### 환가의 준비
법원은 감정인에게 부동산을 평가하도록 의뢰하여 그 평가액을 최저 경매가격으로 정하여야 한다(615조). 법원은 최저 경매가격으로 압류채권자의 채권에 우선하는 부동산의 모든 부담과 절차비용을 변제하면 잉여(剩餘)가 없다고 인정한 때에는 압류채권자에게 이를 통지해야 하고 압류채권자가 위 통지를 받은 날로부터 7일 이내에 위의 부담과 비용을 변제하고 잉여 있을 가격을 정하여, 그 가격에 응하는 경매인(競賣人)이 없는 때에는 그 가격으로 매수할 것을 신청하고 충분한 담보를 제공하지 아니하면 경매절차를 취소해야 하는데 이 취소결정에 대하여는 즉시 항고를 할 수 있다(616조). 이를 잉여주의(剩餘主義)라 하는 바, 현행법에서 강제집행법이 잉여주의를 채택하는 것은 잉여가 없는데 실시하는 경매절차는 무익한 집행이 될 공산이 농후하기 때문에 이것을 예방하기 위한 것이다.

#### 경매절차
경매는 공고된 일시·장소에서 집달관이 실시한다. 집달관은 경매기일(기일공고일부터 14일 이후로 정해진 날) 후에 출석한 경매희망자와 이해관계인에게 집행기록을 일반적으로 열람할 기회를 주어야 하며 특별한 매각조건(賣却條件)이 있는 때에는 이를 고지하고 매수(買受)가격을 신고하도록 최고하여야 한다(624조). 매수가격의 신고는 구술로 할 수 있으나 경매의 확실화를 위하여 매수가격의 신고인이 이해관계인의 신청이 없더라도 담보로 매수가격의 10분의 1에 해당한 현금이나 법원이 인정한 유가증권을 즉시 집달관에게 보관하게 하지 아니하면 매수를 허용할 수 없다. 매수허가된 각 경매인은 다시 고가의 매수허가가 있을 때까지 그 신고가격에 구속을 받는다. 매수가격의 신고가 1인 또는 수인의 경매인에 의하여 순차적으로 이루어지고 새로운 고가의 매수가격 신고를 하는 자가 없이 매수가격 신고 최고 후 1시간이 경과되었으면 집달관은 최고가(最高價) 매수인의 성명과 그 가격을 호창(呼唱)한 후에 경매를 종결하고 이러한 사실을 고지하여야만 한다(627조 1항).

#### 입찰
강제집행의 대상인 부동산의 매각방법 중 하나로서 각 매수신청인이 서면으로 매수가격을 신청하여 그중 최고가격의 입찰인을 매수인으로 정하는 방법. 매수의 신청을 구술로 하지 않고 서면에 의하여 하는 것이 보통의 경매와 다른 점이며 경매보다도 조용히 환가가 실시되며 입찰금액간에 현저한 차이가 있을 수 있어 고가로 매각될 가능성도 있고 담보의 제공도 최고가 입찰자에게 국한할 수 있어 이해관계인에게 많은 편익을 주게 되므로 널리 이용된다. 법원은 경매기일의 공고 전에 직권 또는 이해관계인의 신청에 의하여 경매에 갈음하여 입찰을 명할 수 있다(663조 1항). 그리고 이러한 입찰의 방법 등 제반절차에 관하여는 원칙적으로 강제경매의 규정이 준용된다(663조 2항).

#### 경락절차
경매기일에 최고가 매수인으로 된 자에게 부동산을 매각할 것이냐의 여부를 결정하는 절차. 절차에 신중을 기하기 위하여 경락절차는 집행법원이 행한다. 법원은 경락기일에 출석한 이해관계인에게 경락의 허가여부에 관한 의견을 진술하게 하여야 한다. 최고가 매수인의 무능력자라든가 대리권이 흠결되어 있는 경우와 경매기일의 공고에 불비한 점이 있는 경우 등의 경락을 불허할 이유가 있음을 법원이 인정한 때에는 이유를 붙인 결정으로 경락불허의 재판을 선고하여야 한다. 또 수개의 부동산을 경매한 경우에 1개의 부동산의 매득금으로 각 채권자에게 변제하고 강제집행 비용에 충분한 때에는 다른 부동산에 대한 경락을 허가하지 않는다(636조 1항). 경락을 불허할 이유가 없으면 법원은 경락허가 결정을 한다. 갑이 압류한 을의 부동산 위에 전부터 병이 저당권을 가지고 있는 경우처럼 압류채권자의 채권에 우선하는 물상부담(物上負擔)이 있는 경우에 경락인에게 부동산 소유권을 이전함에 있어서 물상부담이 전부 소멸되어 완전한 소유권을 취득시킬 것인가 또는 이와 같은 부담이 붙은 것을 그대로 취득시킬 것인가에 관하여는 '소멸주의(消滅主義)'와 '인수주의(引受主義)'의 대립이 있다. 우리 민사소송법은 담보권을 순수한 가치권인가 아닌가의 구별에 따라 저당권에 대하여는 소멸주의를(608조 2항), 유치권에 대하여는 인수주의를, 소멸주의의 보정(補正)으로 '부담보상주의(負擔補償主義)'를 , 그 대용(代用)으로 인수주의를 채용하고 있다(608조 1항). 경매에 의하여 모든 저당권은 소멸되므로 이러한 부담은 경락등기와 동시에 집행법원의 촉탁으로 말소된다(661조 1항 2호). 경락인이 경락허가 결정을 받고 대금지급 기일까지 전액을 납입하면 부동산의 소유권을 취득하고 부동산의 인도를 청구할 수 있다.

#### 신경매
경매절차가 개시되었으나 경매기일에 허가할 매수가격의 신고가 없을 때 압류채권자의 채권에 우선하는 채권의 권리를 해하지 아니하는 한도 내에서 법원이 최저 경매가격을 상당히 저감(低減)하고 신경매일을 정하는 경매절차를 가리킨다(제631조). 신경매일은 공고일로부터 7일 이후로 정해여 하며 그 기일에도 허가할 매수가격의 신고가 없는 때에는 이 절차를 반복한다. 경락불허의 경우(제636조)에도 법원은 신경매기일을 정해야 한다.

#### 재경매
적법한 절차로 경락허가 결정이 있었으나 경락인이 대금지급기일에 그 의무를 완전히 이행하지 아니하고 차순위(次順位) 매수신고인이 없는 때에 법원이 직권으로 명하는 경매절차(제648조). 종전의 최저경매가격·매각조건이 적용된다. 전(前)경락인은 참가하지 못하며 매수의 보증으로 보관하게 한 금전이나 유가증권의 반환을 청구하지 못한다. 다만 재경매기일의 3일 이전까지 대금·연체이자와 절차비용을 지급하면 재경매절차는 취소된다.

### 강제관리
채권자에게 금전채권의 변제를 얻게 하기 위하여 채무자소유의 부동산의 수익에 대하여 행하는 강제집행. 채무자가 압류부동산의 소유권을 상실하지 않는 점에서 강제경매와 다르다. 즉 압류부동산의 소유권은 채무자에게 그대로 있고 국가가 압류에 의하여 부동산의 사용수익권능을 취득하여 관리인으로 하여금 행사케 하여 얻은 이익을 환가하여 채권자에게 인도하는 것이다. 양도금지의 부동산, 환매특약 등기 있는 부동산은 특히 강제관리의 필요가 있을 것이며 부동산가격이 장래 등귀할 것을 예상하여 상당한 기간 강제관리하는 것이 유리한 경우도 있을 것이다. 공유부동산(共有不動産)의 지분(持分)도 그 비율에 의해 부동산을 사용수익할 수 있으므로 관리인에게 그 수익권능을 행사시킴으로써 강제관리를 실시할 수 있을 것이다. 강제관리는 채권자의 신청에 의하여 개시된다(667조).

#### 강제관리 개시결정
집행법원은 강제관리 신청이 이유 있다고 인정하면 강제관리 개시결정을 한다. 강제관리 개시결정에는 채무자에 대하여 관리사무에 관한 간섭과 부동산 수익의 처분을 금하고, 부동산수익을 채무자에게 지급할 제3자에 대하여는 동 결정 후에는 관리인에게 지급할 것을 명해야 한다(668조).

#### 강제관리인
강제관리에 있어 법원의 임명에 의하여 목적부동산을 관리하는 자. 관리인과 집행법원과의 임명감독관계는 집행법상의 것이나 채권자가 제3자에 대한 관계에 있어서는 자기의 이름으로 채무자의 재산을 관리함에 불과하며 그 행위는 집행행위가 아니고 민법상의 행위이다. 강제관리인은 목적부동산을 점유하고 그 수익을 추심하며 법원에 계산보고의 의무가 있다.

### 선박의 압류·경매
선박(船舶)은 동산(動産)이지만 그 가치와 형상의 특수성과 중요성으로 인해 선박등기 있는 선박에 대한 강제집행은 특별한 규정이 적용되는 경우를 제외하고는 부동산의 강제경매에 관한 규정에 의한다. 외국선박에 대한 강제집행은 등기선박의 요건이 구비되지 않았더라도 부동산의 강제경매에 관한 규정에 의한다(688조). 다만 단정(短艇) 또는 주로 노도(櫓櫂)로 운전하는 선박(유체동산으로 집행의 대상은 된다), 항해의 준비를 완료한 선박과 그 속구(屬具)는 선박에 대한 급전집행의 대상이 되지 않는다. 구체적인 집행절차는 강제관리의 방법이 인정되지 않는다는 점을 제외하고는 부동산의 강제경매에 관한 규정이 준용되어 강제경매 개시결정·압류·환가의 단계를 거친다. 선박은 경매절차중에는 압류항에 정박시켜 두는 것을 원칙으로 한다. 그러나, 부동산과 달리 이동이 가능하고 선박 및 속구의 은닉·훼손 등에 의한 가치감소 등의 위험이 있으므로 이를 방지하여 경매절차의 수행을 확실하게 하고 그 가격을 유지하게 하기 위하여, 법원은 채권자의 신청에 따라 감수인을 선임하여 선박을 감수하도록 하거나 그 보존에 필요한 처분을 명할 수 있도록 하였다. (민사집행법 제178조 제1항) 감수처분과 보존처분은 원래 별개의 처분이다. 감수는 주로 선박이나 그 속구의 이동을 방지하기 위한 처분을 말하고(민사집행규칙 제103조 제2항 참조), 보존은 주로 선박이나 그 속구의 효용 또는 가치의 변동을 방지하기 위한 처분을 말한다.(민사집행규칙 제103조 제3항 참조). 따라서 전자는 성질상 감수인이 직접 선박과 그 속구를 점유할 필요가 있으나 후자에 있어서는 반드시 그러하지 아니하다. 그러나 실제에 있어서는 감수처분과 보존처분이 중복하여 신청되고 발령되는 것이 보통이다. (민사집행규칙 제103조 제4항 참조) :41

## 배당요구
강제집행에 있어서 압류채권자 이외의 채권자가 집행에 참가하여 변제를 받는 방법, 현행 민사소송은 독일법과 같이 압류로 인하여 우선권을 취득하는 '우선배당주의'를 취하지 않고 '평등배당주의(平等配當主義)'를 채용하는 까닭에 압류채권자 이외의 채권자도 배당요구에 의하여 평등한 배당을 받을 수 있다. 배당요구의 절차는 압류목적물의 종류에 따라 다른 바 유체동산에 대한 집행에 있어서의 배당요구는 집행력 있는 정본을 가진 채권자는 조사절차(照査節次)에 의하고, 집행력 있는 정본에 의하지 않은 배당요구는 민사소송법 552조 내지 554조의 규정에 의하고, 채권과 다른 재산권에 대한 집행에 있어서의 배당요구는 원칙으로 집행법원에 신청해야 하며, 집행력 있는 정본의 유무에는 상관이 없다. 또 부동산의 강제경매 및 강제관리에 있어서의 경매개시의 신청을 집행기록에 첨부함으로써 배당요구의 효력이 생기는 경우(604조)와 일반의 배당요구(605조)의 2종이 있다.

### 배당절차
법원은 집달관이 매득금(賣得金)을 공탁(供託)한 때, 추심채권자가 추심한 금액을 공탁하거나 제3채무자가 채무액을 공탁한 때, 특별환가방법에 의한 환가금(換價金)이 법원에 제출된 때에 배당절차를 개시한다. 법원은 각 채권자에게 7일 내에 원금·이자·비용 기타 부속채권의 계산서를 제출할 것을 최고(催告)하여야 하며 이 기간의 만료 후 배당표를 작성하는데, 이를 준수하지 아니한 채권자의 채권은 배당요구서와 사유신고서의 취지와 증빙서류에 의하여 계산하되 이 경우에는 다시 채권액을 보충할 수 없다. 배당표는 각 채권자와 채무자가 열람하게 하기 위하여 배당기일 3일 전에 법원에 비치되며, 법원은 배당표에 관한 진술과 배당실시의 기일을 지정하고 그 기일에는 각 채권자와 채무자를 소환하여야 한다. 배당기일에 이의신청(배당·배당표에 대한 이의신청·소)이 없는 때에는 배당표에 의하여 배당이 실시되는데 정지조건있는 채권의 배당액은 공탁하고 조건의 성부(成否)에 의하여 지급하거나 재배당하게 된다. 이의신청이 있는 경우 관계인이 이의를 정당하다고 인정하거나 다른 방법으로 합의된 때에는 이에 의하여 배당표를 경정하여 배당이 실시되나 완결(完結)되지 아니한 때에는 이의없는 부분에 한하여 배당이 실시된다(제585-589조 참조).

### 배당
강제집행에서 다수 채권자의 채권에 대하여 할당변제(割當辨濟)를 하는 것. 압류채권자 및 배당요구채권자가 수명 있는 경우에 집행의 목적물을 매각한 매득금이나 압류한 채권을 추심하여 얻은 금전으로 전채권자의 채권액을 만족시키기에 부족한 경우에 일어나는 문제이다. 현행 우리 법은 평등배당주의를 채용하고 있으므로 우선권이 없는 각 채권자는 그 채권액에 따라서 배당을 받게 된다. 동산에 대한 집행에 있어서의 배당절차에 관하여는 민사소송법 585조 내지 598조에 규정되어 있고 부동산 또는 선박에 관한 배당절차에 관하여서는 동법 652조 내지 661조에 규정되어 있다.

### 배당표
민사소송법에서 배당금을 배당함에 있어 집달관의 압류금전·매득금, 추심권자가 추심한 금전, 부동산의 매각대금 또는 강제관리의 수익 등이 배당대상이 된다. 이때에 집행법원이 작성해야 할 배당에 관하여 일정한 사항(각 채권의 원금·이자·비용과 배당순위 및 비율 등)을 기재한 문서를 배당표라 한다. 특별한 이의가 없으면 이에 따라서 배당이 행하여진다. 이의가 낙착되면 배당표를 고쳐서 배당을 실시한다.

### 배당이의의 소
강제집행의 배당절차에 있어서 이의가 완결되지 아니한 때 이의를 신청한 채권자가 이의에 관하여 이해관계를 가지고 있고 또 이의를 정당하다고 인정하지 않는 다른 채권자를 상대로 이의를 주장하기 위하여 제기하는 소(592조). 위의 소의 성질은 형성의 소라고 보는 것이 통설이다. 이의소송의 관할은 배당법원이 되나 소송물의 합의사건이면 그 배당법원을 관할하는 지방법원합의부가 된다. 일반적인 소의 취하의 예외로서 이의를 신청한 채권자가 이의소송의 최초의 변론기일에 출석하지 아니한 때에는 소를 취하한 것으로 간주한다(596조).

## 강제집행상의 보호

### 부당집행
집행법상 반드시 위법한 것은 아니나 실체법상으로는 위법한 강제집행. 예컨대 집행채권이 존재하지 않는데 행한 집행이나 제3자의 재산에 대하여 행한 집행 등이다. 집행이 종료되기 전에는 청구 이의의 소(訴)나 제3자 이의의 소 등에 의해 집행을 저지할 수 있다. 부당집행의 경우에는 국가가 손해배상의 책임을 지지는 않지만 채권자는 민법의 원칙에 따라 불법행위에 의한 손해배상책임이나 부당이득의 반환 의무를 진다.

### 청구에 관한 이의의 소
강제집행에서 채무명의에 표시된 청구권 자체에 관한 실체법상의 원인을 이유로 하여 그 채무명의에 의한 집행을 일시적 또는 영구적으로 허용하지 않는다는 선언을 구하는 소(訴). 원래 채권자는 채무명의 기타의 집행요건이 구비되었을 때에 강제집행의 실시를 구할 수 있는 것이며 채무명의에 표시된 청구권의 존부에 의하여 영향을 받지 아니한다. 이는 민사소송을 판결절차와 집행절차로 분리하여 채권자의 권리실현의 확실과 신속을 기하기 위하여 인정된 것이다. 그러나 그 결과 채권자는 청구권이 소멸되었거나 또는 즉시 만족을 받을 수 없음에도 불구하고 의식적·무의직적으로 집행신청을 하는 경우가 적지 않다. 이러한 강제집행일지라도 채무명의와 청구권의 분리를 허용하여 채무명의의 추성성을 인정하는 제도 하에 있어서는 위법은 아니지만 채권자의 만족을 궁극의 목표로 하는 강제집행의 성질에 합치되지 아니하므로 실체법상의 권리를 반영치 아니한 채무명의의 집행력을 배제하고 부당한 집행을 저지하여 채무자를 구제코자 함이 이 소의 목적이다. 이 소의 관할은 채무명의가 판결인 때에는 제1심 판결법원의 전속관할이 되며 그 심리절차는 일반 판결절차와 같다. 본소(本訴)의 제기로 이미 개시된 집행의 속행을 방해하지는 않으나 수소법원은 응급적인 구제로서 집행정지 명령을 발할 수가 있다(507조 2항).

### 제3자 이의(異議)의 소
강제집행은 오직 채무자의 재산에 대해서만 시행되어야 할 것이지만 신속한 집행을 기하려는 나머지 과오로 채무자의 책임재산 이외의 재산에 대하여 위법인 집행이 시행되어 그 재산소유자의 권리를 침해하는 경우도 있다. 제3자이의의 소란 집행의 목적물에 대하여 제3자가 소유권을 가지거나 목적물의 양도나 인도를 막을 수 있는 권리를 가진 때 그 제3자가 채권자를 상대로 자신의 권리를 침해하는 강제집행에 대하여 이의를 주장하고 집행의 배제를 구하는 소이다. (민사집행법 제48조) 이 소를 제기할 수 있는 이의(異議)의 원인은 제3자가 집행의 목적물에 대하여 소유권을 가지거나 지상권(地上權)·질권 등처럼 목적물의 양도나 인도를 저지하는 권리를 가지는 것이다. 이 소의 제기로 집행이 당연히 정지되는 것은 아니고 집행정지 명령이 있는 경우에 정지된다.

### 우선변제청구의 소
선박 우선특권(船舶優先特權)이나 그 밖의 우선권과 같이 압류되는 물건에 관하여 점유권을 가지지 않는 경우는 물론이고 질권과 같이 점유권이 있어도 질권자가 임의로 집달관의 압류를 승낙한 때에는 목적물의 압류는 언제나 가능하다. 그러나 이러한 물건 위에 담보물권(擔保物權)을 가지는 사람은 소(訴)로써 매득금에 대한 우선변제를 청구할 수 있는 바 이를 우선변제 청구의 소라고 한다(526조). 대체로 담보권의 대상이 된 물건은 그 재산가치의 점에서는 이미 일반채권자를 위한 채무자의 책임재산으로부터 제외되어 있다고 볼 수 있으므로 일반채권자의 담보물에 대한 압류환가권과 담보권자의 권리와는 적절하게 조절될 수 있다. 관할법원은 민사소송법 526조와 509조 2항에 의한다.

## 같이 보기
- 강제집행 면탈죄